# William B. Davidson

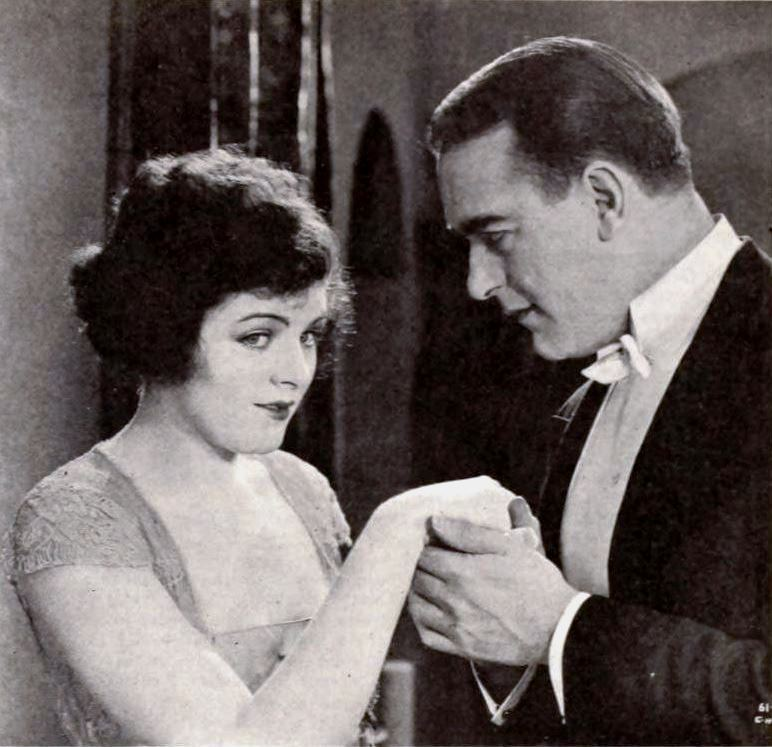
Davidson mit Elaine Hammerstein in dem Film The Girl from Nowhere (1921)

William B. Davidson (* 16. Juni 1888 in Dobbs Ferry, New York als William Beatman Davidson; † 28. September 1947 in Santa Monica, Kalifornien) war ein US-amerikanischer Schauspieler. 

## Leben und Karriere
Davidson besuchte die Columbia University und war dort ein populärer Football-Spieler. Anschließend soll er einige Zeit als Anwalt gehabt haben, aber bereits 1915 machte der damals 27-jährige Davidson sein Filmdebüt beim Studio Vitagraph. Bis zu seinem Tod sollte er insgesamt an über 320 Kinofilmen mitwirken. Anfangs wurde Davidson noch häufiger als Leading Man eingesetzt. Zu seinen Bühnen- und Filmpartnerinnen in dieser Zeit zählten bekannte Namen wie Ethel Barrymore, Mabel Taliaferro, Charlotte Walker, Olga Petrova, Viola Dana, June Caprice und Edna Goodrich.
Mit Beginn der Tonfilmära blieb Davidson dem Filmgeschäft weiterhin verbunden und war ein sehr vielbeschäftigter Nebendarsteller, insbesondere in den Produktionen von Warner Brothers. Der schnauzbärtige, mittlerweile eher bullig wirkende Davidson agierte oft in einschüchternd wirkenden Nebenrollen als Geschäftsmann, Militäroffizier, Polizeikommissar oder Gangsterboss. Neben James Cagney oder Edward G. Robinson spielte er in Kriminalfilmen oft Autoritätsfiguren, doch wurde er auch in Komödien eingesetzt – etwa als schmieriger Geschäftsmann, der bei einem Flirt mit Mae West beinahe sein Leben verliert, in Ich bin kein Engel (1933). Eine seiner bekanntesten und eine seiner positiveren Rollen zeigte Davidson als Schiffskapitän in dem Horrorfilm Graf Zaroff – Genie des Bösen (1932). In den 1940er-Jahren wurden seine Nebenrollen schmaler und nicht selten fand er keine Nennung in den Credits, er kam aber noch zu nennenswerten Auftritten in mehreren Komödien des Komikerduos Abbott und Costello.
Davidson blieb praktisch bis zu seinem Tod als Filmschauspieler aktiv und starb 1947 mit 59 Jahren nach einer Operation. Von 1916 bis zur Scheidung 1932 war Davidson mit Mary Hellen Dorset verheiratet. 1934 ehelichte er Helen Bolton, mit der er bis zu seinem Tod zusammen blieb.

## Filmografie (Auswahl)
- 1915: For the Honor of the Crew (Kurzfilm)
- 1915: A Yellow Streak
- 1917: Die Lieblingstochter des Maharadscha (Lady Barnacle)
- 1921: Conciet
- 1927: The Last Trail
- 1927: The Cradle Snatchers
- 1927: Der Gentleman von Paris (A Gentleman of Paris)
- 1930: Höllenflieger (Hell's Angels)
- 1930: For the Defense
- 1931: Entehrt (Dishonored)
- 1932: The Animal Kingdom
- 1932: The Thirteenth Guest
- 1932: Graf Zaroff – Genie des Bösen (The Most Dangerous Game)
- 1932: Die letzten Vier (The Lost Squadron)
- 1932: Scarface
- 1932: Teufelsflieger (Sky Devils)
- 1933: Der Frauenheld (Lady Killer)
- 1933: Der Boß ist eine schöne Frau (Female)
- 1933: Ich bin kein Engel (I’m No Angel)
- 1933: Das Geheimnis des Wachsfigurenkabinetts (Mystery of the Wax Museum)
- 1933: Eine Frau vergisst nicht (Only Yesterday)
- 1934: Imitation of Life
- 1934: Nebel über Frisco (Fog Over Frisco)
- 1934: Ein schwerer Junge (The St. Louis Kid)
- 1934: Das Mädel aus der Unterwelt (Upperworld)
- 1934: Housewife
- 1934: Laughing Boy
- 1935: Stadt an der Grenze (Bordertown)
- 1935: Dangerous
- 1935: Special Agent
- 1935: Öl für die Lampen Chinas (Oil for the Lamps of China)
- 1935: Kreuzritter – Richard Löwenherz (The Crusades)
- 1935: Zeig’ kein Erbarmen! (Show Them No Mercy!)
- 1935: Der Polizeibericht meldet … (Woman Wanted)
- 1935: Roberta
- 1936: Der Satan und die Lady (Satan Met a Lady)
- 1936: Gold Diggers of 1937
- 1937: Musik in den Fäusten (Something To Sing About)
- 1937: Mein Leben in Luxus (Easy Living)
- 1937: … dann kam der Orkan (The Hurricane)
- 1937: Mord im Nachtclub (Marked Woman)
- 1938: Blockade
- 1938: Du und ich (You and Me)
- 1939: Zum Verbrecher verurteilt (They Made Me a Criminal)
- 1939: Zwölf Monate Bewährungsfrist (Invisible Stripes)
- 1939: Blondie Meets the Boss
- 1939: Todesangst bei jeder Dämmerung (Each Dawn I Die)
- 1940: Tin Pan Alley
- 1940: Lillian Russell
- 1940: Mein kleiner Gockel (My Little Chickadee)
- 1940: Das Haus der sieben Sünden (Seven Sinners)
- 1941: In the Navy
- 1941: Vorsicht Gespenster! (Hold That Ghost)
- 1941: Monstermann verbreitet Schrecken (Man Made Monster)
- 1941: Adoptiertes Glück (Sun Valley Serenade)
- 1941: Echo der Jugend (Remember the Day)
- 1942: Ich will mein Leben leben (In This Our Life)
- 1942: Tennessee Johnson
- 1942: Die fröhliche Gauner GmbH (Larceny, Inc.)
- 1942: Yankee Doodle Dandy
- 1942: Der freche Kavalier (Gentleman Jim)
- 1943: Botschafter in Moskau (Mission to Moscow)
- 1943: Die Hölle von Oklahoma (In Old Oklahoma)
- 1944: San Diego, I Love You
- 1944: Up in Arms
- 1944: Als du Abschied nahmst (Since You Went Away)
- 1944: In Society
- 1945: Incendiary Blonde
- 1945: Ziegfelds himmlische Träume (Ziegfeld Follies)
- 1945: Schnellboote vor Bataan (They Were Expandable)
- 1945: Jagd auf Dillinger (Dillinger)
- 1945: The Man Who Walked Alone
- 1945: Spiel mit dem Schicksal (Saratoga Trunk)
- 1946: Faustrecht der Prärie (My Darling Clementine)
- 1946: Karten, Kugeln, Banditen (Plainsman and the Lady)
- 1946: Der Bandit von Sacramento (In Old Sacramento)
- 1947: Die Farmerstochter (The Farmer's Daughter)
- 1947: Dick Tracy's Dilemma
- 1947: So einfach ist die Liebe nicht (The Bachelor and the Bobby-Soxer)
- 1948: The Judge Steps Out